# Ranko Despotović
Ranko Despotović (* 21. leden 1983) je srbský fotbalista.

## Reprezentační kariéra
Ranko Despotović odehrál za srbský národní tým v letech 2007–2011 celkem 4 reprezentační utkání.

## Statistiky
| Srbsko | Srbsko | Srbsko |
| Roky   | Záp.   | Góly   |
| ------ | ------ | ------ |
| 2007   | 1      | 0      |
| 2008   | 1      | 0      |
| 2009   | 0      | 0      |
| 2010   | 0      | 0      |
| 2011   | 2      | 0      |
| Celkem | 4      | 0      |